# Metropolregion Hamburg
| Logo der Region                  | Logo der Region                                                 |
| -------------------------------- | --------------------------------------------------------------- |
| Metropolregion Hamburg seit 2017 |                                                                 |
| Bundesländer:                    | Hamburg Schleswig-Holstein Niedersachsen Mecklenburg-Vorpommern |
| Fläche:                          | 28.469 km²                                                      |
| Einwohner:                       | 5.425.628 (31. Dez. 2021)                                       |
| Bevölkerungsdichte:              | 191 Einwohner/km²                                               |
| Nord-Süd-Ausdehnung:             | 189 km                                                          |
| West-Ost-Ausdehnung:             | 209 km                                                          |
| geographische Lage:              | 52° 50′ – 54° 32′ n. Br. 08° 30′ – 11° 37′ ö. L.                |
| Gliederung:                      | 4 kreisfreie Städte, 17 Kreise                                  |
| Webpräsenz:                      | metropolregion.hamburg.de                                       |

Die Europäische Metropolregion Hamburg ist eine von elf Metropolregionen in Deutschland. Sie umfasst die Freie und Hansestadt Hamburg sowie Teile der Länder Schleswig-Holstein, Niedersachsen und Mecklenburg-Vorpommern. Seit dem 1. März 2017 gehören ihr neben den beteiligten Ländern und Kommunen auch regionale Kammern und Verbände als Trägerorganisationen an.

## Ausdehnung

Metropolregion Hamburg (dunkelgrün) in Deutschland

Die Metropolregion umfasst neben der Freien und Hansestadt Hamburg drei kreisfreie Städte und 17 Landkreise:
| Stadt      | Bundesland             | Einwohner 31. Dez. 2021 | Fläche in km² | Einwohner je km² |
| ---------- | ---------------------- | ----------------------- | ------------- | ---------------- |
| Hamburg    | Hamburg                | 1.853.935               | 755,22        | 2454,8           |
| Lübeck     | Schleswig-Holstein     | 216.277                 | 214,21        | 1009,6           |
| Neumünster | Schleswig-Holstein     | 79.496                  | 71,63         | 1109,8           |
| Schwerin   | Mecklenburg-Vorpommern | 95.740                  | 130,52        | 733,5            |

| Landkreise          | Bundesland             | Einwohner 31. Dez. 2021 | Fläche in km² | Einwohner je km² |
| ------------------- | ---------------------- | ----------------------- | ------------- | ---------------- |
| Cuxhaven            | Niedersachsen          | 199.603                 | 2.057,78      | 97,0             |
| Dithmarschen        | Schleswig-Holstein     | 133.969                 | 1.428,13      | 93,8             |
| Harburg             | Niedersachsen          | 257.548                 | 1.245,03      | 206,9            |
| Heidekreis          | Niedersachsen          | 142.912                 | 1.873,72      | 76,3             |
| Herzogtum Lauenburg | Schleswig-Holstein     | 200.819                 | 1.263,01      | 159,0            |
| Lüchow-Dannenberg   | Niedersachsen          | 48.472                  | 1.220,75      | 39,7             |
| Ludwigslust-Parchim | Mecklenburg-Vorpommern | 211.899                 | 4.752,44      | 44,6             |
| Lüneburg            | Niedersachsen          | 185.129                 | 1.323,68      | 139,9            |
| Nordwestmecklenburg | Mecklenburg-Vorpommern | 158.449                 | 2.118,51      | 74,8             |
| Ostholstein         | Schleswig-Holstein     | 202.014                 | 1.392,55      | 145,1            |
| Pinneberg           | Schleswig-Holstein     | 318.326                 | 664,28        | 479,2            |
| Rotenburg (Wümme)   | Niedersachsen          | 165.001                 | 2.070,45      | 79,7             |
| Segeberg            | Schleswig-Holstein     | 280.400                 | 1.344,39      | 208,6            |
| Stade               | Niedersachsen          | 206.496                 | 1.266,02      | 163,1            |
| Steinburg           | Schleswig-Holstein     | 130.843                 | 1.056,13      | 123,9            |
| Stormarn            | Schleswig-Holstein     | 245.406                 | 766,33        | 320,2            |
| Uelzen              | Niedersachsen          | 92.894                  | 1.454,22      | 63,9             |

## Organisation
Die Metropolregion Hamburg ist als Verwaltungskooperation keine Körperschaft und verfügt somit über keine eigene Rechtsfähigkeit. Grundlage der Zusammenarbeit ist sowohl ein Staatsvertrag zwischen den beteiligten Ländern als auch ein Kooperationsvertrag mit Kommunen und Verbänden. Während der Staatsvertrag die Förderfonds zwischen den beteiligten Ländern festschreibt, regelt der Kooperationsvertrag die Ziele, die Arbeitsstruktur und die Finanzierung der Metropolregion.

### Trägerorganisationen
Trägerorganisationen sind neben den genannten Ländern und Kommunen seit 1. März 2017 auch folgende regionale Wirtschaftsverbände:
- Handelskammer Hamburg
- Industrie- und Handelskammern (IHK) Flensburg, Kiel, Lübeck, Lüneburg-Wolfsburg, Schwerin und Stade
- Handwerkskammer Hamburg, Lübeck und Schwerin
- Vereinigung der Unternehmensverbände in Hamburg und in Schleswig-Holstein e. V.
- Deutscher Gewerkschaftsbund – Bezirk Nord

### Entscheidungsgremien
- Regionsrat: trifft strategische Entscheidungen, die eine politische Abstimmung auf Spitzenebene erfordern. Er wurde von 51 auf 16 Mitglieder verkleinert, um seine Handlungsfähigkeit zu stärken. Bei seinen Beschlüssen gilt als wichtigster Pfeiler der Zusammenarbeit das Konsensprinzip.
- Kommunalbeirat und Unternehmensbeirat: beraten den Regionsrat und pflegen den Kontakt mit den Bürgermeistern und Unternehmern der Region
- Lenkungsausschuss: steuert die operative Arbeit, legt Maßnahmen fest und bewilligt Zuwendungen, die durch die Förderfonds der Länder als wichtigstes Finanzierungsinstrument betreut werden. Bei Entscheidungen gilt seit 2017 das Mehrheitsprinzip.
- Facharbeitsgruppen entwickeln und begleiten die einzelnen Projekte
- Geschäftsstelle in Hamburg, setzt Beschlüsse um und dient als zentrale Anlaufstelle

## Geschichte
Bereits seit den 1960er-Jahren kooperieren die Länder Hamburg, Niedersachsen, Schleswig-Holstein sowie Kreise, Landkreise und kreisfreie Städte. 1991 beschlossen der Hamburger Senat sowie die Landesregierungen von Niedersachsen und Schleswig-Holstein, ihre regionalpolitische Zusammenarbeit in der Region Hamburg zu verstärken. Angesichts des hohen Wachstumsdrucks zu Beginn der 1990er-Jahre sollte eine neue, langfristige Grundlage für die Kooperation geschaffen werden. Der erste Schritt war die Erarbeitung eines Ländergrenzen übergreifenden Regionalen Entwicklungskonzeptes (REK).
Anfang 2012 wurde der Staatsvertrag über die Finanzierung der Zusammenarbeit in der Metropolregion Hamburg und die Fortführung des Förderfonds dahingehend geändert, dass seit dem 1. Mai 2012 auch die mecklenburg-vorpommerschen Landkreise Ludwigslust-Parchim (bis zum 31. Dezember 2016 begrenzt auf das Gebiet des ehemaligen Landkreises Ludwigslust) und Nordwestmecklenburg sowie der schleswig-holsteinische Kreis Ostholstein und die kreisfreien Städte Neumünster und Hansestadt Lübeck einbezogen sind. Außerdem wurde der neue Name des niedersächsischen Landkreises Soltau-Fallingbostel Heidekreis aufgenommen. Seit dem 1. März 2017 ist auch die mecklenburgische Landeshauptstadt Schwerin Mitglied der Metropolregion.

### Zusammenarbeit mit Nachbarn
Grundlage der Zusammenarbeit der drei Bundesländer unter Beteiligung der Kreise und Gemeinden war das regionale Entwicklungskonzept der Metropolregion Hamburg (1996/Fortschreibung 2001). 1997 wurden die beiden Mitte der 1950er-Jahre gegründeten Gemeinsamen Landesplanungen Hamburg/Schleswig-Holstein und Hamburg/Niedersachsen zur Gemeinsamen Landesplanung Metropolregion Hamburg zusammengefasst. Ihre Gremien sind der Planungsrat, die Regionalkonferenz, der Lenkungsausschuss und die beiden Förderausschüsse Hamburg/Niedersachsen und Hamburg/Schleswig-Holstein (gemeinsame Förderfonds). Unterorganisationen sind die regionalen Arbeitsgemeinschaften der niedersächsischen und der schleswig-holsteinischen Kreise (Arbeitsgemeinschaft der Hamburg-Randkreise) sowie der Verein Naherholung im Umland Hamburg.
Die Hansestadt Lübeck und die Landkreise Ludwigslust und Parchim (Mecklenburg-Vorpommern) sind seit 2003 Kooperationspartner der Metropolregion Hamburg.
Die Metropolregion Hamburg gehört zu den ersten sieben europäischen Metropolregionen in Deutschland, die auf Bundesebene aufgrund ihrer Vorgeschichte definiert wurden. Weitere Metropolregionen sind Berlin/Brandenburg, München, Nürnberg, das Rhein-Main-Gebiet, Rhein-Ruhr, Stuttgart und Mitteldeutschland. Seit 2005 ist Hamburgs hanseatische Schwesterstadt Bremen Mittelpunkt der Metropolregion Nordwest. Südlich Hamburgs entstand 2005 die Metropolregion Hannover-Braunschweig-Göttingen-Wolfsburg.
Über die Vogelfluglinie und Lübecks Fährhäfen, wie den Skandinavienkai, besteht auf dieser Verkehrsachse eine enge Beziehung zur benachbarten Öresundregion, einer transnationalen Europäischen Metropolregion bestehend aus den Großräumen Kopenhagen und Malmö, die durch den Bau der Öresundbrücke initiiert wurde. Durch den Bau der geplanten festen Fehmarnbelt-Querung würden sich die Zukunftsoptionen der Metropolregion Hamburg noch verbessern.

### Abgrenzung zur Metropolregion Nordwest
Der Landkreis Rotenburg (Wümme) ist der Metropolregion Hamburg beigetreten, obwohl er sich tatsächlich eher in einer Mittelposition zwischen Hamburg und Bremen befindet. Eine eindeutige Zuordnung des ländlichen Gebietes zu einem der beiden Ballungsräume ist nicht ohne Weiteres möglich. Ähnliches gilt für den Altkreis Wesermünde des Landkreises Cuxhaven, der auch Mitglied der Metropolregion Nordwest ist.

### Abgrenzung zur Metropolregion Hannover-Braunschweig-Göttingen-Wolfsburg
Der sehr ländliche Landkreis Heidekreis in der Lüneburger Heide gehört sowohl der Metropolregion Hamburg als auch der Metropolregion Hannover-Braunschweig-Göttingen-Wolfsburg an. Der Landkreis wurde aus dem in Richtung Hamburg orientierten Altkreis Soltau und dem in Richtung Hannover orientierten Altkreis Fallingbostel zusammengesetzt.

### Frühere Abgrenzung zu Lübeck und Neumünster
Es gab zunächst Bedenken der schleswig-holsteinischen Landesregierung vor allem gegen die Aufnahme der Stadt Lübeck in die Metropolregion Hamburg. Der im Jahr 2012 schließlich erfolgten Aufnahme wurde dann aber insofern Rechnung getragen, als die in Schleswig-Holstein an Hamburg angrenzende Raumordnungsregion Süd mit den beiden Raumordnungsregionen Ost und Südwest im Rahmen der Regionalplanung im Jahr 2014 zu einem einzigen Planungsraum zusammengefasst wurde. Ein Sonderfall ist die Stadt Neumünster, die zwar seit 2012 zur Metropolregion Hamburg gehört, regionalplanerisch aber weiterhin zusammen mit der schleswig-holsteinischen Landeshauptstadt Kiel und den Kreisen Rendsburg-Eckernförde und Plön betrachtet wird. Im Gegensatz zum früheren Technologieverein K.E.R.N. ist Neumünster aber nicht mehr Mitglied der heutigen Wirtschaftsförderungsgesellschaft Kiel-Region GmbH, sondern bildet seit 2008 mit fünf weiteren Städten im nördlichen Umland Hamburgs das Städte-Netzwerk NORDGATE.